# مالك بن نميلة
مالك بن ثابت المزني ونميلة أمه وهو صحابي جليل من قبيلة مزينة وكان حليفاً لبني عوف بن معاوية من قبيلة الأوس من الأنصار شهد مع النبي محمد ﷺ غزوة بدر وغزوة أحد وقُتَل فيها شهيداً.